# ʻĪao Valley

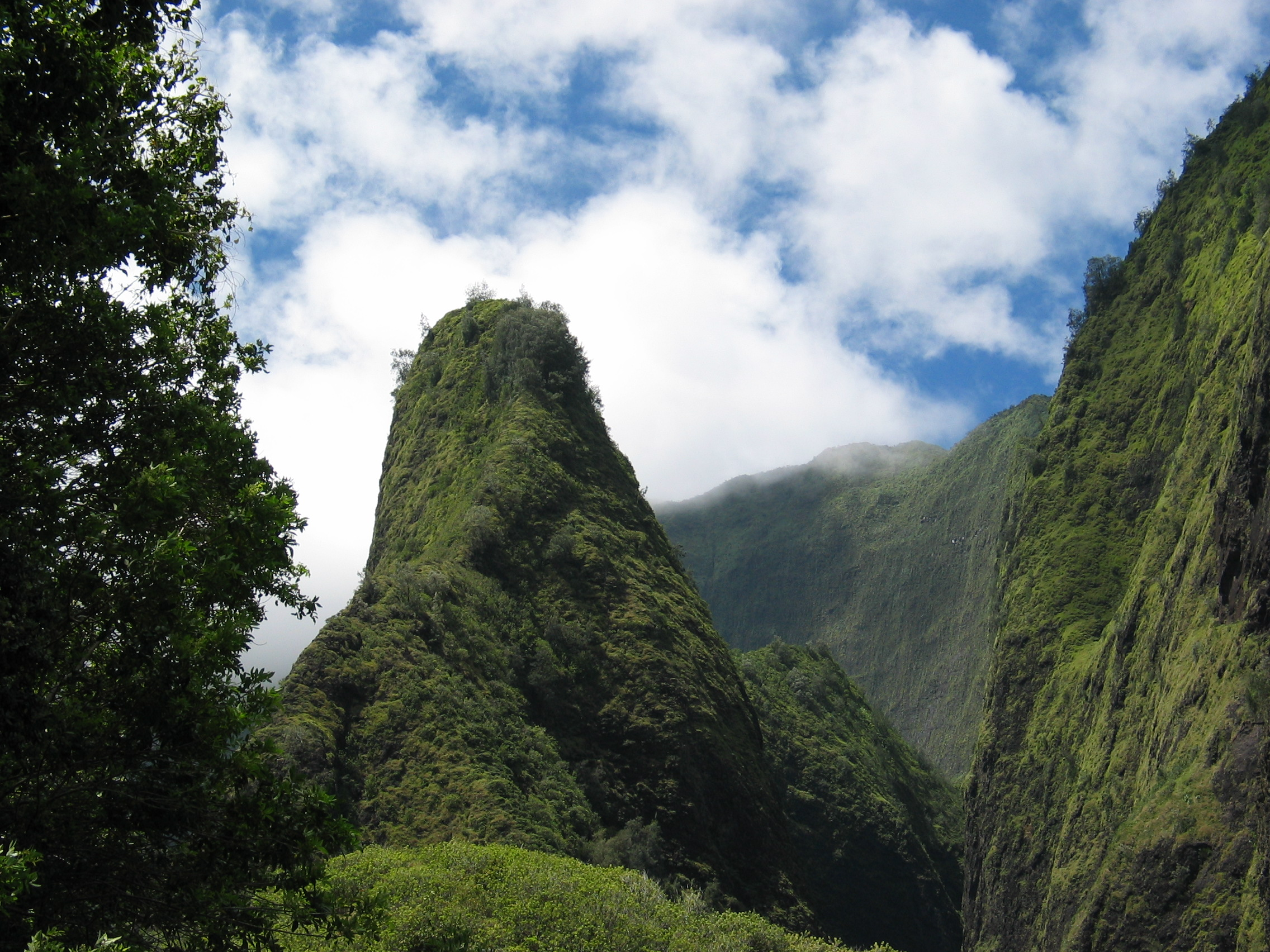
Die ʻĪao Needle am Talschluss des ʻĪao Valley

Das ʻĪao Valley (engl. auch Iao Valley) auf der Insel Maui (Hawaii) erreicht man in westlicher Richtung, etwa fünf Kilometer von Wailuku entfernt. Das Tal wird umrahmt von den steilen Hängen der West Maui Mountains. Im Jahre 1790 führte hier König Kamehameha I. die entscheidende Schlacht um Maui und besiegte König Kahekili.
Am Ende der Straße ragt, überwuchert von üppigem Dschungel, der vulkanische Monolith ʻĪao Needle (hawaiisch: kūkaemoku)  etwa 365 m über dem Tal auf.
Das Gebiet 1972 als National Natural Landmark ausgewiesen.
Kurze Spazierwege führen entlang des Baches und zu einigen Aussichtspunkten. Der Park war von September 2016 bis August 2017 wegen Überflutungsschäden geschlossen.